# 64-та окрема спеціальна механізована рота (Україна)
64-та окрема спеціальна механізована рота (64 ОСпМР) —  військове формування Сухопутних військ ЗСУ у Миротворчій місії ООН у Східній Славонії "UNTAES" (укр.ПАООНСС)

## Історія
Підрозділ утворено згідно постанова Верховної Ради України від 25.03.1996 № 102/96-ВР.    після підписання Ердутської угоди між хорватським урядом та представниками сербів. Місія UNTAES розпочалася 15 січня 1996 і мала тривати один рік, протягом якого її представники повинні були стежити за демілітаризацією цих районів та забезпеченням мирної реінтеграції території до складу Хорватії.За рік мандат продовжено ще на один рік і завершено 15 січня 1998. 

## Основні завдання
- спостереження за виконанням домовленостей про передачу влади під контроль перехідної адміністрації ООН;
- патрулювання в зонах відповідальності;
- перевезення персоналу ООН та супровід гуманітарних вантажів.[1]

## Дивись також
- Місія ООН у Східній Славонії (ПАООНСС)
  - 70-та окрема танкова рота (Україна)
  - 8-ма окрема вертолітна ескадрилья (Україна)
  - 17-та окрема вертолітна ескадрилья (Україна)
  - 60-й окремий спеціальний батальйон UNPROFOR
- 240-й окремий спеціальний батальйон UNPROFOR
- Механізовані війська України